# Plaza de toros de Úbeda
La plaza de toros de Úbeda, también conocida como coso de san Nicasio, es un edificio histórico de la localidad de Úbeda, en la provincia de Jaén, y que está protegido como inmueble dentro del Catálogo General del Patrimonio Histórico Andaluz, dependiente de la Consejería de Cultura de la Junta de Andalucía.
El edificio se construyó en 1857 sobre el solar de un antiguo convento, aprovechándose para su construcción materiales procedentes de otra antigua clausura, cerrada tras la Desamortización de Mendizábal.

## Historia del edificio

### Antecedentes
A las afueras del casco histórico de Úbeda estuvo situado el convento de San Nicasio, una fundación religiosa femenina perteneciente a la Orden Tercera de San Francisco, fundada en el siglo XIII, tras la conquista de la Villa y donde fueron enterrados algunos de los soldados cristianos que habían luchado en la batalla de las Navas de Tolosa. Reformado durante el siglo XVI, la capilla mayor pasó a formar parte del mayorazgo de la familia Salamanca, emparentada carnalmente con el cardenal Cisneros, y convirtiéndose en un importante referente para el patrimonio histórico-artístico local.
En el siglo XIX algunas partes del convento, como las huertas amenazaban ruina y peor suerte sufrió el edificio principal tras la exclaustración de las monjas con motivo de la invasión francesa así como el cierre definitivo del cenobio en 1836 tras la promulgación de la Desamortización de Mendizábal.

### Plaza de toros
Cerrado el convento e iniciada la demolición del edificio, mediante la saca de materiales, los vecinos de Úbeda solicitan al Ayuntamiento la cesión de los espacios destinados al huerto para iniciar la construcción de una plaza de toros, lo que tendrá lugar entre 1846 y 1847. A instancias del alcalde se crea una comisión promotora de las obras del nuevo coso taurino, procurando "proporcionar al mismo tiempo un objeto de distracción a este vecindario y al de los pueblos circunbecinos".
Para la construcción de la plaza se contratan, como maestro de obras, a Francisco de Cózar, Pedro Serrano y Juan de Rus, actuando como uno de los principales promotores el alcalde de Úbeda, Francisco de Paula Torrente. Además del espacio concedido, la empresa promotora solicitó a la administración municipal que se le adjudicasen otros terrenos pertenecientes al Convento de san Nicasio, como los antiguos corrales del edificio, para poder igualar y proseguir con las obras. Para la construcción, además, se aprovecharán los materiales de otro de las fundaciones monásticas desaparecidas a mediados del siglo XIX como era el convento de san Antonio, situado en el camino viejo de Baeza.
La terminación de las obras permitiría que la inauguración de la plaza de toros tuviera lugar el día 1 de agosto de 1847, cuando se lidió una corrida de las ganaderías de Malta, de Córdoba, y de Manuel Suárez, de Coria del Río, y que fue estoqueada por los diestros Curro Cúchares y Julián Casas El Salamanquino.

## Efemérides

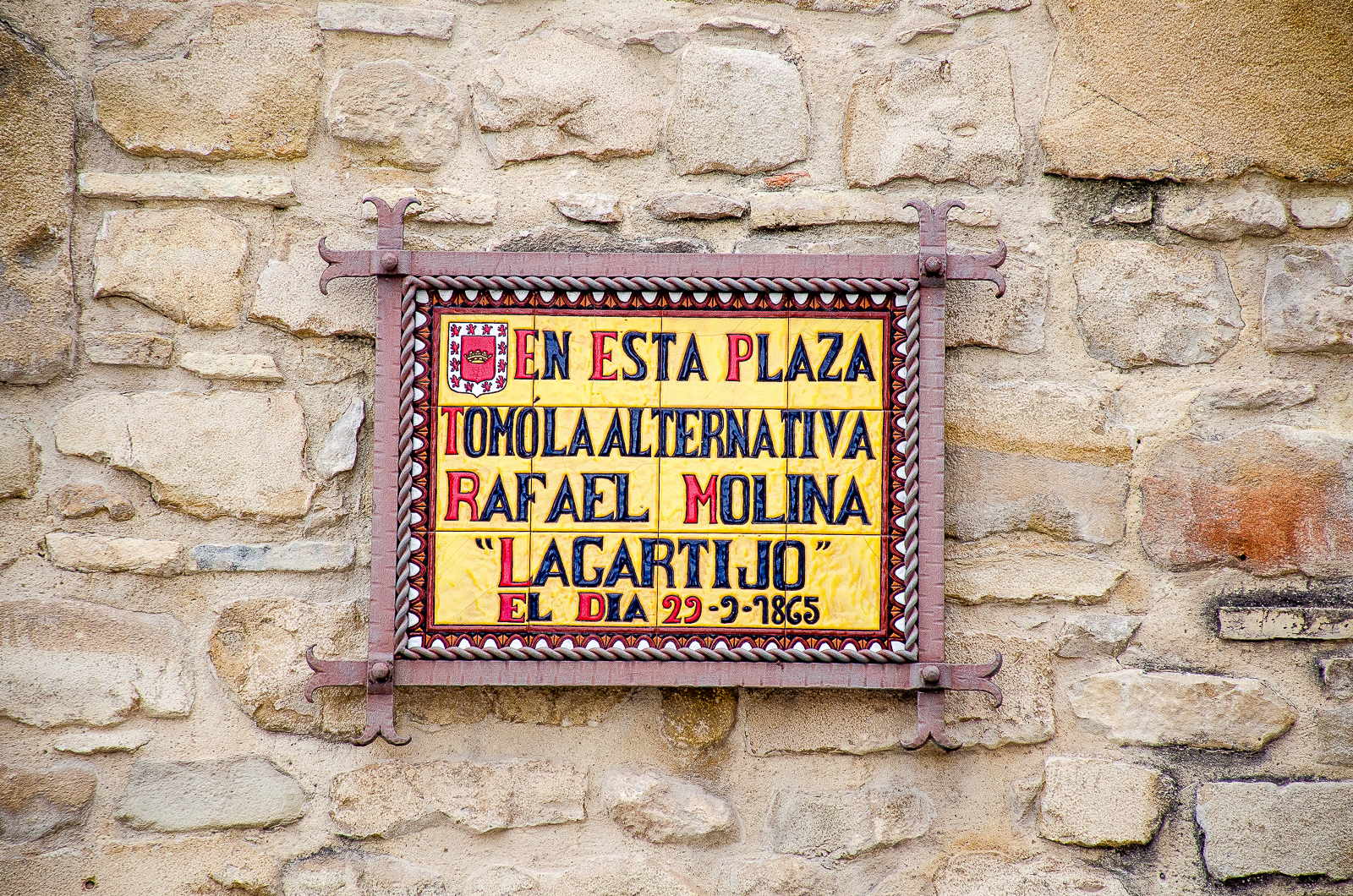
Azulejo conmemorativo de la alternativa de Lagartijo en la Plaza de toros de Úbeda

- Azulejo conmemorativo de la alternativa de Lagartijo en la Plaza de toros de Úbeda29 de septiembre de 1865: tomó la alternativa Rafael Molina Lagartijo de manos del toro Carabuco, de la ganadería de la marquesa Viuda de Ontiveros.[7]
- 4 de octubre de 1915: muere corneado el banderillero Hipólito Sánchez Rodríguez a manos de un toro de la ganadería de Anastasio Martín.[8]
- 4 de octubre de 2020: se celebró la novillada final del Circuito de Novilladas de Andalucía 2020 de la Fundación del Toro de Lidia donde participaron Jesús Rivero, González Écija y Emilio Silvera.[9]